# Ribeira Prata
Ribeira Prata est un village  de l’île de São Nicolau au Cap-Vert.

## Présentation
Ribeira Prata est située dans la partie nord-ouest de l'île de São Nicolau.
Elle est située près de la côte nord, à 3 km au nord-est de Praia Branca et à 11 km au nord de Tarrafal de São Nicolau.
Ribeira Prata est à l'extrémité de la route nationale EN3-SN01 (Tarrafal de São Nicolau - Ponta do Barril - Praia Branca - Ribeira Prata).

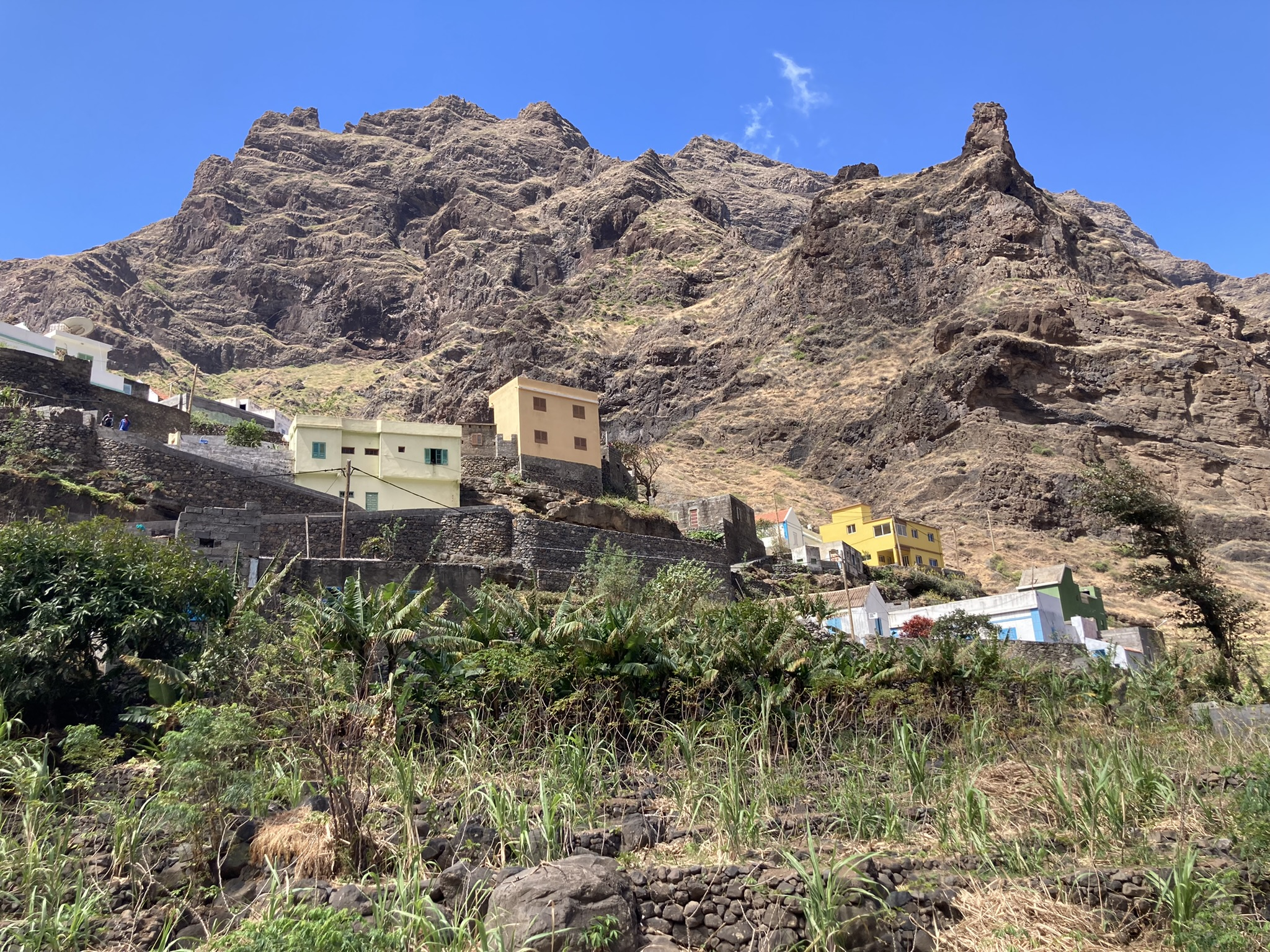

## Population
En 2010, sa population était de 343 habitants.